# 苏东岛
1°12′30″N 103°43′17″E / 1.20833°N 103.72139°E
苏东岛是新加坡西南部的一座岛屿，面积209公顷，同周边的巴歪岛和安乐岛一起为新加坡武装部队实弹演习基地，岛上拥有军用飞机跑道和船坞，全島列入軍事禁區。